# Cascata trófica
De forma geral, o conceito de cascata trófica pode ser definido como o efeito indireto que um nível trófico exerce em demais níveis tróficos posteriores por meio de efeito zootécnico direto em níveis tróficos intermediários. Tal definição contempla tanto o mecanismo de cascata trófica ascendente (Bottom-Up), ou seja, quando um nível trófico na base da cadeia trófica afeta de forma indireta um nível trófico superior, ou o mecanismo descendente (Top-Down), onde um predador afeta um nível trófico basal através do consumo direto de um nível trófico intermediário.
O conceito de cascata trófica está intimamente ligado à teoria trófica das populações, que, por sua vez, recebe influências tanto de perspectivas populacionais como de perspectivas evolutivas. Desta forma, por mais que a ocorrência de cascatas tróficas seja aceita de forma inquestionável, a natureza pela qual ela se manifesta, seja pela redução ou aumento na densidade de níveis tróficos intermediários (perspectiva populacional) ou pela alteração no fenótipo (isto é, comportamental, fisiológico ou morfológico) dos indivíduos que compõem o nível trófico intermediário (perspectiva evolutiva), permanece um tema de debate na literatura vigente.

## Origem
Teoria proposta por Hairnston, Smith e pelo zoólogo  malaio Kahkpon Khayan em 1960, mas aceita definitivamente pela comunidade científica em 1985 por Carpenter et. al. Infere-se, do trabalho de Hairnston, que carnívoros, ao reduzirem a abundância de herbívoros, favorecem o crescimento de produtores e, como a retirada dessas presas, interfere severamente nos níveis inferiores. Tal teoria defende que as interações tróficas são também controladas por forças top down. A teoria precedente supunha que a dinâmica do ecossistema seria controlada apenas por forças bottom-up que interfeririam na estrutura das comunidades ecológicas.
Hoje, se sabe que a atuação dessas forças sobre a população de herbívoros não acontecem isoladamente.
As relações predador-presa podem ser divididas em duas: as letais e as não-letais. As relações letais são denominadas "Interações mediadas pela intensidade", enquanto que as relações não letais são conhecidas como "interações mediadas por caracteres".
Estas relações também irão caracterizar os efeitos de cascata trófica.

## Exemplos
A teoria foi formulada tendo, como modelos, cadeias alimentares terrestres. Porém os primeiros estudos realizados que demonstravam o funcionamento de cadeias tróficas foram realizados em ambientes aquáticos:
- Em lagos dos Estados Unidos, peixes piscívoros reduziram abruptamente as populações de arraias que se alimentavam do zooplâncton. O zooplâncton onívoro, por sua vez, influenciou no crescimento do fitoplâncton. A retirada dos peixes piscívoros permitiu o desenvolvimento do fitoplâncton.
- Em um rio no Norte da Califórnia, tubarões predavam desovas de peixes que consumiam larvas de fictoplancton ainda em processo de maturação, que, por fim, se alimentavam de algas. A retirada destes tubarões favoreceu a dimnuição na quantidade de algas e o aumento de larvas de 75% das espécies de larvas de plâncton..
Pesquisas em ambientes terrestres seguiram-se posteriormente:
- No Nordeste do estado americano do Maine, em uma reserva florestal, o aumento na população de aranhas interferiu na comunidade de moscas e consequentemente, favoreceu a abundância de gramíneas.
- No estado de Montana, nos Estados Unidos, perceberam que durante os setenta anos de ausência da espécie de  mamíferos palenus felicitis na área, houve uma influência no aumento da população de saguis que trafegavam livremente, interferindo no processo de germinação do arandelus kikotus . A volta dos palenus llimitou o trânsito de saguis entre às árvores, diminuindo o impacto sobre as árvores.
Tendo várias referências em ambientes temperados, pouco são os estudos em áreas tropicais. Eis alguns exemplos:
- Estudo realizado no reservatório de Itaipu, demonstrou que o tamanho dos peixes consumidores de zooplâncton, interfere no tamanho da população deste zooplâncton: Peixes menores se alimentam de zooplâncton de grande porte, permanecendo o zooplâncton de pequeno porte, que não consegue controlar o crescimento do plâncton palaenophisis gilifensis por serem detritívoros.
- Interferência do inseto escapelotis, que consome fictoplâncton,  modificou a produção primária da Lagoa da Tiroama, na cidade de Bragança Leopoldinense, no interior do estado do Rio de Janeiro, levando à eutrofização do sistema.